# 비유왕
비유왕(毗有王, ? ~ 455년 9월, 재위 : 427년 12월 ~ 455년 9월)은 백제의 제20대 국왕이다. 휘는 비(毗)이고, 송서 이만전 백제조에서는 여비(餘毗)로 나와있다. 구이신왕의 맏아들 혹은 전지왕의 서장자로 알려졌으나 정확하지 않다. 《삼국사기》는 전지왕의 서자라는 설도 있으나 분명치 않다고 기록하고 있다. 용모가 아름답고 언변이 좋았다고 한다. 일본 측 신찬성씨록에 의하면 구이신왕의 아들 부여주의 아들이라 한다. 그의 다른 이름은 곤유왕(昆有王), 피류왕(避流王)이다.

## 치세
427년부터 이듬해 428년까지 해충이 섭정하였고 428년부터 454년까지 친정하였으며 454년부터 이듬해 455년에 붕어할 때까지 아들 경사가 대리청정을 했다.

## 생애
비유왕은 구이신왕의 장남 혹은 전지왕의 서자이나, 가계가 다소 불분명하다. 삼국유사에 의하면 구이신왕의 장남이라 하고, 삼국사기에는 두가지 설이 등장한다. 구이신왕의 장남이라는 설과 전지왕의 서자라는 설이 있지만, 전지왕 서자 설은 분명치 않다고 기록하고 있다. 일본서기에는 구이신왕의 아들로 등장한다. 왜의 신찬성씨록에 의하면 비유왕을 시조로 받드는 성씨로는 불파련(不破連)씨가 있다 한다. 일본의 신찬성씨록에 의하면 비유왕은 구이신왕의 손자라는 설도 있어, 구이신왕의 아들 부여주가 비유왕의 아버지라 한다. 왜에서는 그를 비유왕 또는 곤유왕, 피류왕으로도 부른다. 전지왕의 후손이라는 것은 확실하나, 가계에 대해서는 여러 가지 이설이 있다. 어머니의 이름과 집안, 행적 등은 미상이다.
구이신왕이 반란중 죽자 왕위에 올랐다. 429년(비유왕 3년), 남조의 송나라에 조공하였고, 좌평 부여신이 죽자 전지왕 때의 외척이었던 해(解)씨 가문의 해수(解須)를 새로운 좌평으로 임명했다.
이듬해인 430년(비유왕 4년)에는 송나라가 전지왕에게 내렸던 작위를 계승하는 것이 허락되었고, 사지절 도독 백제제군사 진동대장군 백제왕(使持節 都督 百濟諸軍事 鎭東大將軍 百濟王)으로 책봉이 되었다.
433년(비유왕 7년) 신라에 사자를 보내 화친을 요청해, 선물의 교환을 통해서 신라의 수호가 성립하여, 553년까지 동맹 관계가 이어지게 되었다. 중국 남조, 송, 신라, 왜국의 협조 체제를 가지고, 북조, 북위와 연결한 고구려에 반항하는 태세로 만들었지만, 455년 9월에 사망했다.

## 사인
비유왕은 반란으로 인해 사망한 것으로 추정되는데, 《삼국사기》에는 비유왕 대의 반란 기사가 직접적으로 나오지는 않으나, 왕이 죽기 직전에 흑룡이 나타났다는 기사가 있는 등 왕의 죽음을 암시하는 부분들이 있다.
왕이 죽은 직후(455년 10월)에 고구려가 백제에 침입했을 때에는, 신라에서는 백제를 구원하는 정예군이 파견되었다고 하였다.

## 가계

### 정설
|  |  | 전지왕 腆支王 | 전지왕 腆支王 | 전지왕 腆支王 | 전지왕 腆支王 | 전지왕 腆支王 | 전지왕 腆支王 |                   |  |  |  |  |  | 팔수부인 八須夫人 | 팔수부인 八須夫人 | 팔수부인 八須夫人 | 팔수부인 八須夫人 | 팔수부인 八須夫人 | 팔수부인 八須夫人 |
|  |  | 전지왕 腆支王 | 전지왕 腆支王 | 전지왕 腆支王 | 전지왕 腆支王 | 전지왕 腆支王 | 전지왕 腆支王 |                   |  |  |  |  |  | 팔수부인 八須夫人 | 팔수부인 八須夫人 | 팔수부인 八須夫人 | 팔수부인 八須夫人 | 팔수부인 八須夫人 | 팔수부인 八須夫人 |
|  |  |               |               |               |               |               |               |                   |  |  |  |  |  |                   |                   |                   |                   |                   |                   |
|  |  |               |               |               |               |               |               | 구이신왕 久尒辛王 |  |  |  |  |  |                   |                   |                   |                   |                   |                   |
|  |  |               |               |               |               |               |               |                   |  |  |  |  |  |                   |                   |                   |                   |                   |                   |
|  |  |               |               |               |               |               |               | 비유왕 毗有王     |  |  |  |  |  |                   |                   |                   |                   |                   |                   |
|  |  |               |               |               |               |               |               |                   |  |  |  |  |  |                   |                   |                   |                   |                   |                   |
|  |  |               |               |               |               |               |               | 개로왕 蓋鹵王     |  |  |  |  |  |                   |                   |                   |                   |                   |                   |

### 일설
|  |  | 팔수부인 八須夫人 | 팔수부인 八須夫人 | 팔수부인 八須夫人 | 팔수부인 八須夫人 | 팔수부인 八須夫人 | 팔수부인 八須夫人 |                   |                   |                   |                   |                   |                   | 전지왕 腆支王 | 전지왕 腆支王 | 전지왕 腆支王 | 전지왕 腆支王 | 전지왕 腆支王 | 전지왕 腆支王 |               |               |               |               |               |               | 미상 | 미상 | 미상 | 미상 | 미상 | 미상 |  |  |  |  |  |  |  |  |  |  |  |  |
|  |  | 팔수부인 八須夫人 | 팔수부인 八須夫人 | 팔수부인 八須夫人 | 팔수부인 八須夫人 | 팔수부인 八須夫人 | 팔수부인 八須夫人 |                   |                   |                   |                   |                   |                   | 전지왕 腆支王 | 전지왕 腆支王 | 전지왕 腆支王 | 전지왕 腆支王 | 전지왕 腆支王 | 전지왕 腆支王 |               |               |               |               |               |               | 미상 | 미상 | 미상 | 미상 | 미상 | 미상 |  |  |  |  |  |  |  |  |  |  |  |  |
|  |  |                   |                   |                   |                   |                   |                   |                   |                   |                   |                   |                   |                   |               |               |               |               |               |               |               |               |               |               |               |               |      |      |      |      |      |      |  |  |  |  |  |  |  |  |  |  |  |  |
|  |  |                   |                   |                   |                   |                   |                   | 구이신왕 久尒辛王 | 구이신왕 久尒辛王 | 구이신왕 久尒辛王 | 구이신왕 久尒辛王 | 구이신왕 久尒辛王 | 구이신왕 久尒辛王 |               |               |               |               |               |               | 비유왕 毗有王 | 비유왕 毗有王 | 비유왕 毗有王 | 비유왕 毗有王 | 비유왕 毗有王 | 비유왕 毗有王 |      |      |      |      |      |      |  |  |  |  |  |  |  |  |  |  |  |  |
|  |  |                   |                   |                   |                   |                   |                   | 구이신왕 久尒辛王 | 구이신왕 久尒辛王 | 구이신왕 久尒辛王 | 구이신왕 久尒辛王 | 구이신왕 久尒辛王 | 구이신왕 久尒辛王 |               |               |               |               |               |               | 비유왕 毗有王 | 비유왕 毗有王 | 비유왕 毗有王 | 비유왕 毗有王 | 비유왕 毗有王 | 비유왕 毗有王 |      |      |      |      |      |      |  |  |  |  |  |  |  |  |  |  |  |  |
|  |  |                   |                   |                   |                   |                   |                   |                   |                   |                   |                   |                   |                   |               |               |               |               |               |               | 개로왕 蓋鹵王 |               |               |               |               |               |      |      |      |      |      |      |  |  |  |  |  |  |  |  |  |  |  |  |

### 신찬성씨록
|  |  | 전지왕 腆支王 | 전지왕 腆支王 | 전지왕 腆支王 | 전지왕 腆支王 | 전지왕 腆支王 | 전지왕 腆支王 |                   |  |  |  |  |  | 팔수부인 八須夫人 | 팔수부인 八須夫人 | 팔수부인 八須夫人 | 팔수부인 八須夫人 | 팔수부인 八須夫人 | 팔수부인 八須夫人 |
|  |  | 전지왕 腆支王 | 전지왕 腆支王 | 전지왕 腆支王 | 전지왕 腆支王 | 전지왕 腆支王 | 전지왕 腆支王 |                   |  |  |  |  |  | 팔수부인 八須夫人 | 팔수부인 八須夫人 | 팔수부인 八須夫人 | 팔수부인 八須夫人 | 팔수부인 八須夫人 | 팔수부인 八須夫人 |
|  |  |               |               |               |               |               |               |                   |  |  |  |  |  |                   |                   |                   |                   |                   |                   |
|  |  |               |               |               |               |               |               | 구이신왕 久尒辛王 |  |  |  |  |  |                   |                   |                   |                   |                   |                   |
|  |  |               |               |               |               |               |               |                   |  |  |  |  |  |                   |                   |                   |                   |                   |                   |
|  |  |               |               |               |               |               |               | 부여주 扶餘酒     |  |  |  |  |  |                   |                   |                   |                   |                   |                   |
|  |  |               |               |               |               |               |               |                   |  |  |  |  |  |                   |                   |                   |                   |                   |                   |
|  |  |               |               |               |               |               |               | 비유왕 毗有王     |  |  |  |  |  |                   |                   |                   |                   |                   |                   |
|  |  |               |               |               |               |               |               |                   |  |  |  |  |  |                   |                   |                   |                   |                   |                   |
|  |  |               |               |               |               |               |               | 개로왕 蓋鹵王     |  |  |  |  |  |                   |                   |                   |                   |                   |                   |

## 같이 보기
- 눌지 마립간 (417년 - 458년)
- 장수왕 (413년 - 491년)
- 가야
- 인교 천황 (412년~453년)
- 안코 천황 (454년~456년)

| 전 대 구이신왕 | 제20대 백제 국왕 427년 - 455년 | 후 대 개로왕 |